# Özicseli Hadzsi Ibrahim-dzsámi
A négyszáz éves Özicseli Hadzsi Ibrahim-dzsámi az esztergomi Berényi Zsigmond utcában álló műemléki épület. A városban sokan az egykori érseki magtárként ismerik. 
Ez az egykori Oszmán Birodalom északnyugati irányban található legtávolabbi megmaradt és felújított dzsámija.

## Leírás

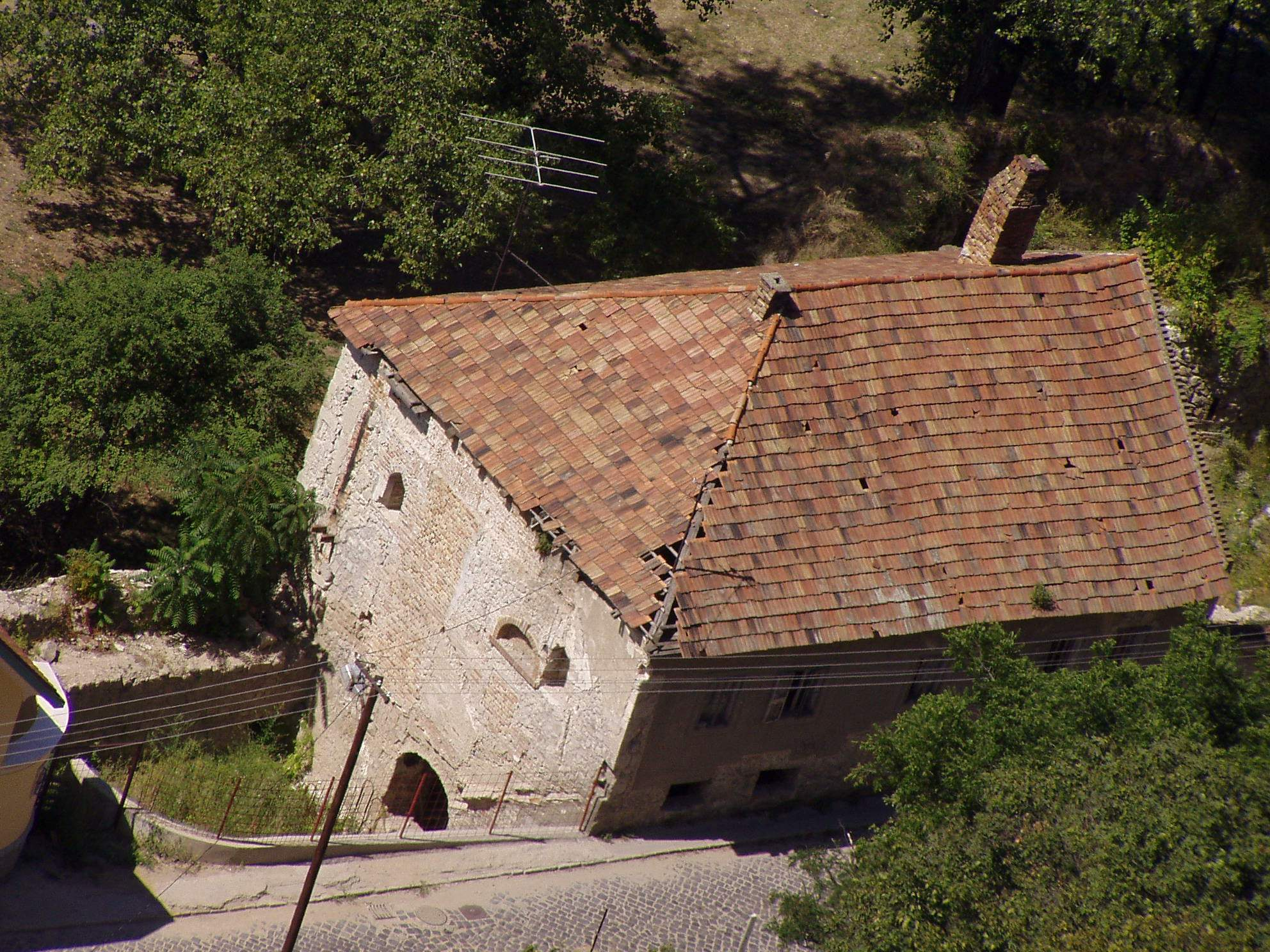
Az épület sokáig lakóházként funkcionált

Az esztergomi dzsámi – eltérően az általános dzsámi formától – kétszintes, téglalap alaprajzú, kontyolt nyeregtetős, az északnyugati sarkából kéményszerűen kiemelkedő minarettel rendelkező kétszintes épület. Az imaház alatt a Víziváros középkori utcája húzódik, melyet nyugatról a városrész várfala, keletről pedig a Várhegy határolt. Ezen út fölé épült a 17. század elején a dzsámi. A Víziváros mai utcája – korábban Úri utca, ma Berényi Zsigmond utca – a középkori úthoz képest több méterrel magasabban húzódik, melyet csak jóval a török kor után vájtak a hegy oldalába. A megemelt utcaszint miatt napjainkban a dzsámi kétszintes elrendezése csak az Erzsébet park felőli homlokzatán látszódik. 

Eredeti török kori kapuja félköríves záródású, faragott kövekből készült boltíves, ablakai szamárhátívesek. Az épület északnyugati sarkán egy minaret maradványa áll. Ezt csak a 18. században bontották el. Az imaterem falába oldalukra döntött korsókat falaztak be szájukkal a belső tér felé nézve azért, hogy a terem ne visszhangozzon. Ezekből már csak néhány található meg, zömmel az épület déli falában. A feltárások során a korsókból árpaszemek kerültek elő, mivel a dzsámit a török kor utáni időkben magtárként használták. Szerencsésen előkerültek a feltárási terület különböző pontjairól az egykori mihráb, azaz imafülke darabjai is, amelyeket összeillesztve és a hiányzó darabokat rekonstruálva a teljes imafülkét restaurálták. A szép faragások mellett a török kori festést, díszítést több helyen is restaurálni lehetett.

Az épületegyüttes Duna-felőli oldalán, a Malom-bástya tövében található a Kicsi Kapu, amely a Vízivárost körbevevő városfalon vezetett ki a folyópartra és az egykori, a Dunán átívelő hajóhídhoz. E kapu fölött az Erzsébet park felől látható  I. Szulejmán arab betűs győzelmi táblája, amit a 17. században Esztergom 1543-as bevételének emlékére állítottak, valamikor akkoriban, amikor pont a tábla fölötti szinten a dzsámit is építették. Feliratának jelentése: „Szulejmán szultánnak, Szelim kán fiának”. A magyar és oszmán történetírók szerint I. Szulejmán személyesen vezette hódító seregét az 1543-as hadjáratra. Az hagyomány szerint ezen a kapun jutottak be az első török csapatok, akik a Malom-bástya és a benne rejlő híres esztergomi vízemelő szerkezet elfoglalásával kikényszerítették a keresztény várvédőktől Esztergom átadását 1543. augusztus 9-én.

## Története

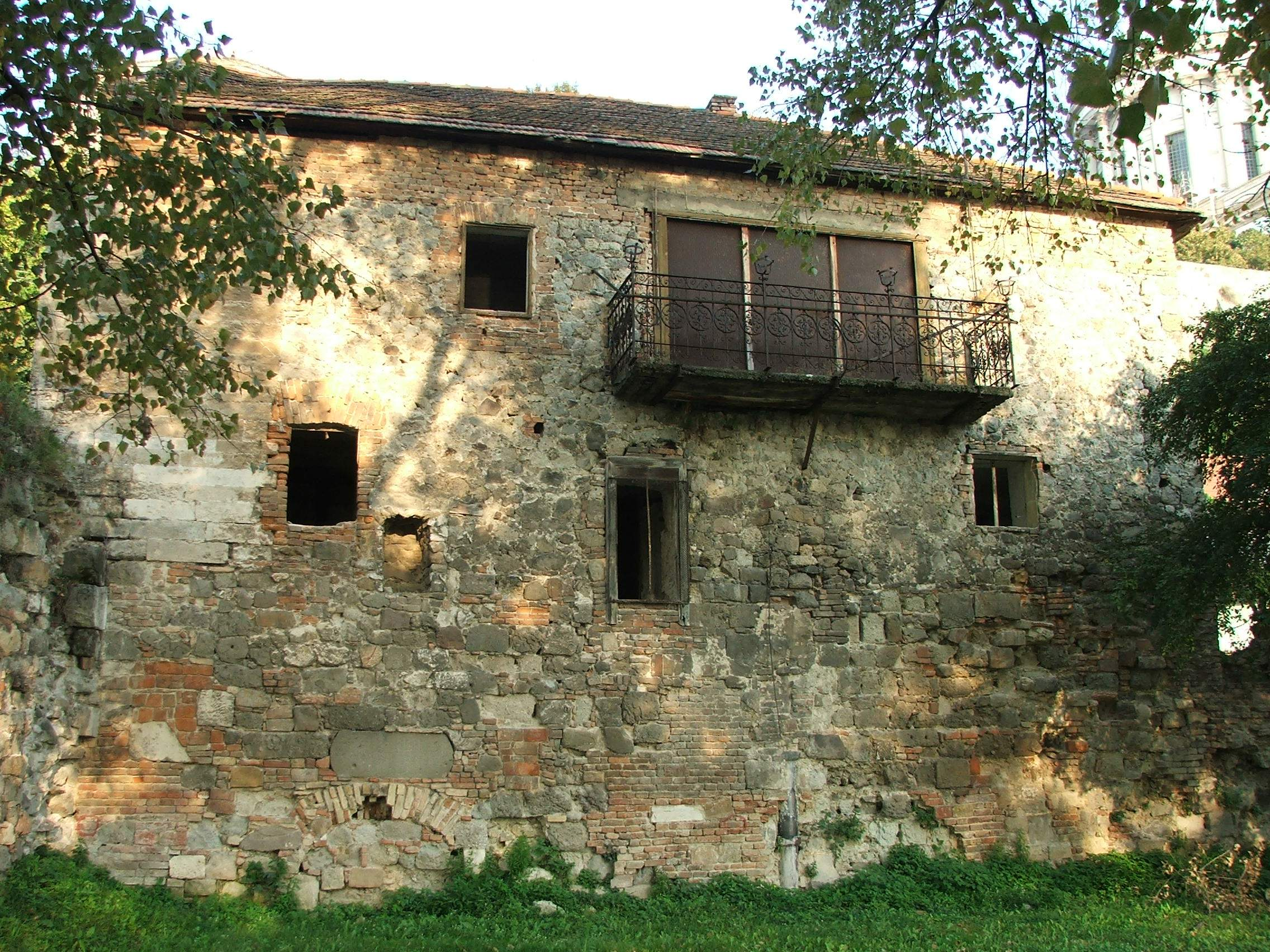
Az Erzsébet park felőli homlokzat a felújítások előtt…

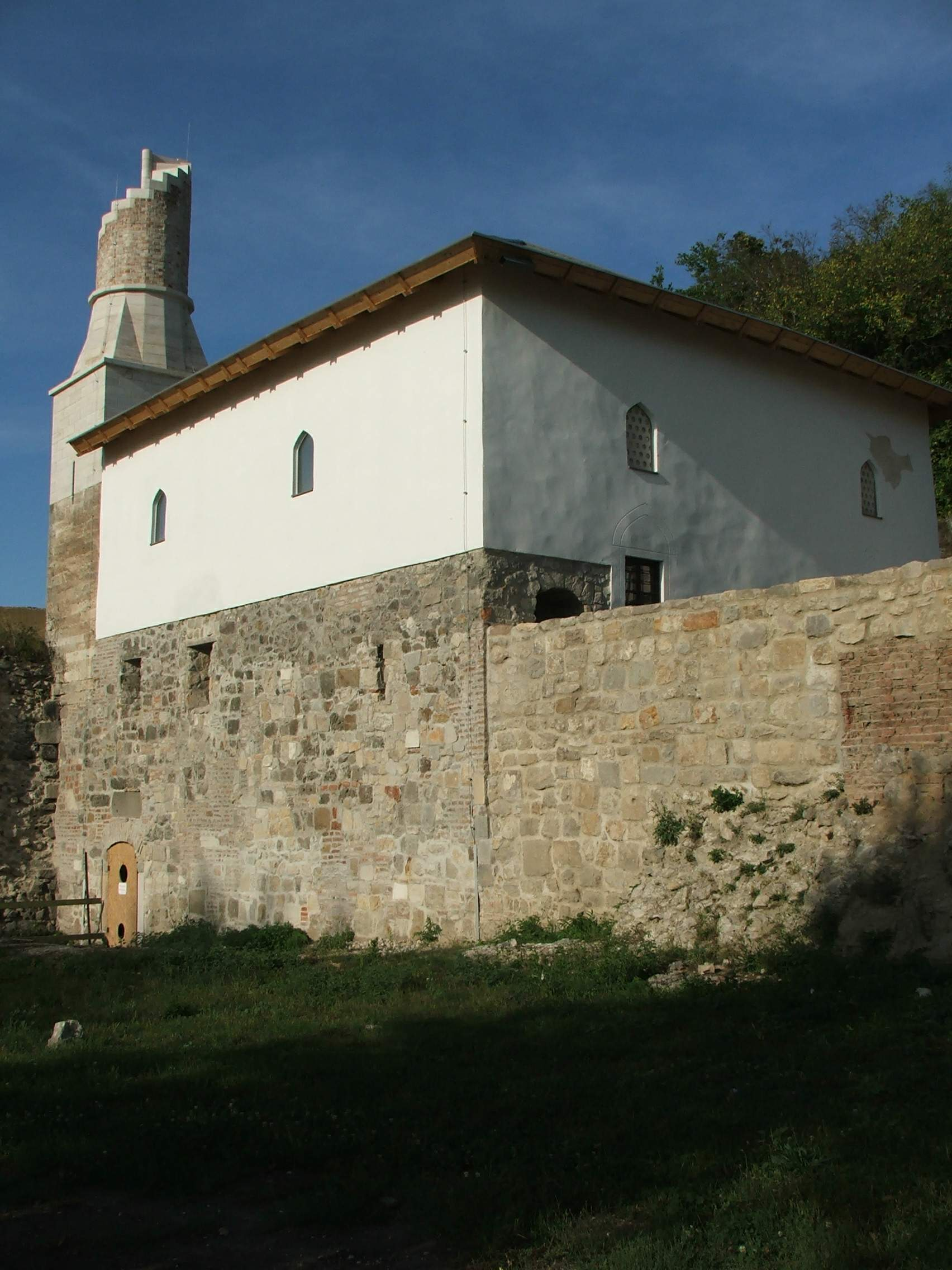
...és utána

Sokáig tartotta magát az az elmélet, hogy a dzsámi eredetileg nem más volt, mint a már 1239-ben IV. Béla király egyik oklevelében megemlített Veprech-torony, amit a törökök csak később építettek volna át dzsámivá. A dzsámihoz kötődő feltárások (melyeket a Rosenberg Hungária Kft. finanszírozott) nyomán azonban két dolog is kiderült. Egyrészt a dzsámit – a már meglévő városfalakat leszámítva – teljes egészében a törökök építették a 17. század első felében. Másrészt az is kiderült, hogy a feltárás következtében lebontott, a dzsámi szomszédságában a 19-20. századi épületek alatt egyértelműen azonosíthatóan megmaradt a valódi Veprech-torony körülbelül 10 méteres torzója. Így napjainkban újra látható a Víziváros legkorábbi erődített épülete, amely Esztergom legrégebbi név szerint is ismert épületei közé tartozik. A későbbi korokban „Víz-toronynak” is nevezték.

Korabeli (16. és 17. századi) metszeteknek, valamint Evlia Cselebi, a híres török világutazó és útleíró könyvének köszönhetően tudjuk, hogy a dzsámit valamikor 1605 és 1663 között építették meg. Evlia Cselebi így fogalmaz könyvében: „…Özicseli Hádsi Ibrahim dzsámija, ólom tetejű, festett deszka mennyezetű, nagy térfogatú, tégla mináretes magas és új építésű, szép dzsámi”. A város visszafoglalása (1683) után érseki magtár lett. A 19. és 20. század fordulóján a Petz család birtoka, lakóház volt. A szomszédos épületet, ahol egykor egy tekke, azaz egy derviskolostor működött, gyárrá alakították. A második világháború után a vagyont államosították. 1953-ban a Petz-művek dolgozói költözhettek be a házba. A két épület közötti egykori törökfürdő még 1962/63-ig működött három medencével. A házat a lakók 1957-ben megvették.

1998 őszén a tokodaltárói székhelyű Rosenberg Hungária Kft. vásárolta meg a nagyon romos állapotú épületet és a hozzá tartozó telket azzal a szándékkal, hogy a lakóház a felújítása után vendégház legyen. Ekkor dr. Horváth István, a Balassa Bálint Múzeum akkori igazgatója hívta fel a cégtulajdonosok figyelmét arra, hogy nagy valószínűség szerint egy egykori imaházat vásároltak. A vállalat eredeti elképzelésein változtatva magára vállalta a műemléki státuszt kapott épület feltárását és helyreállítását Az utcaszint alatt négy méter mélyen megtalálták a középkortól a 18. századig használt út kövezetét. Feltárták a dzsámihoz tartozó minaret alsó részét, amelynek alépítménye 10 méteres magasságig ma is megvan, és épségben megmaradt a csigalépcső első kilenc foka. A több évig tartó feltárást követően a felújítás 2006-ban kezdődött meg, az épület az év végére kapott új tetőszerkezetet A mihráb, azaz az imafülke kőfaragványainak jelentős részét megtalálták, így ezt is teljes pompájában állították helyre. A munkálatok befejeztével a török kori épületet 2007. november 20-án adták át. Az átadást követő konferencián Karl Rosenberg Pro Cultura Hungarica díjat vehetett át. Az épület a szomszédos Malom-bástyával együtt idegenforgalmi látványosság (múzeum, kávézó) lett.
Manapság az oda látogatók az Árpád-kortól egészen a 17. század végéig találhatnak építészeti érdekességeket. A legkorábbi a már 1239-ben biztosan meglévő Veprech-torony, időben azt követi a rekonstruált vízimalom medencéje és a hozzá tartozó épület, ami a Vitéz János esztergomi érsek által építtetett reneszánsz vízgépet hajtotta a 15. század végétől egészen 1683-ig. A Malom-bástya ennek a vízemelő szerkezetnek a védelmére 1542-43 között épült meg, végül pedig a 17. század elején épült föl a bástya közvetlen szomszédságában a dzsámi.

## Látogatás
Az épületegyüttes kávézóként és kiállítótérként működik, áprilistól novemberig rangos tárlatok követik egymást. A műemlék hétfő kivételével minden nap látogatható, de a téli időszakban (általában november elejétől március végéig) csak a múzeum honlapján található elérhetőségeken keresztül előre egyeztetett időpontokban lehet megtekinteni.

## Galéria

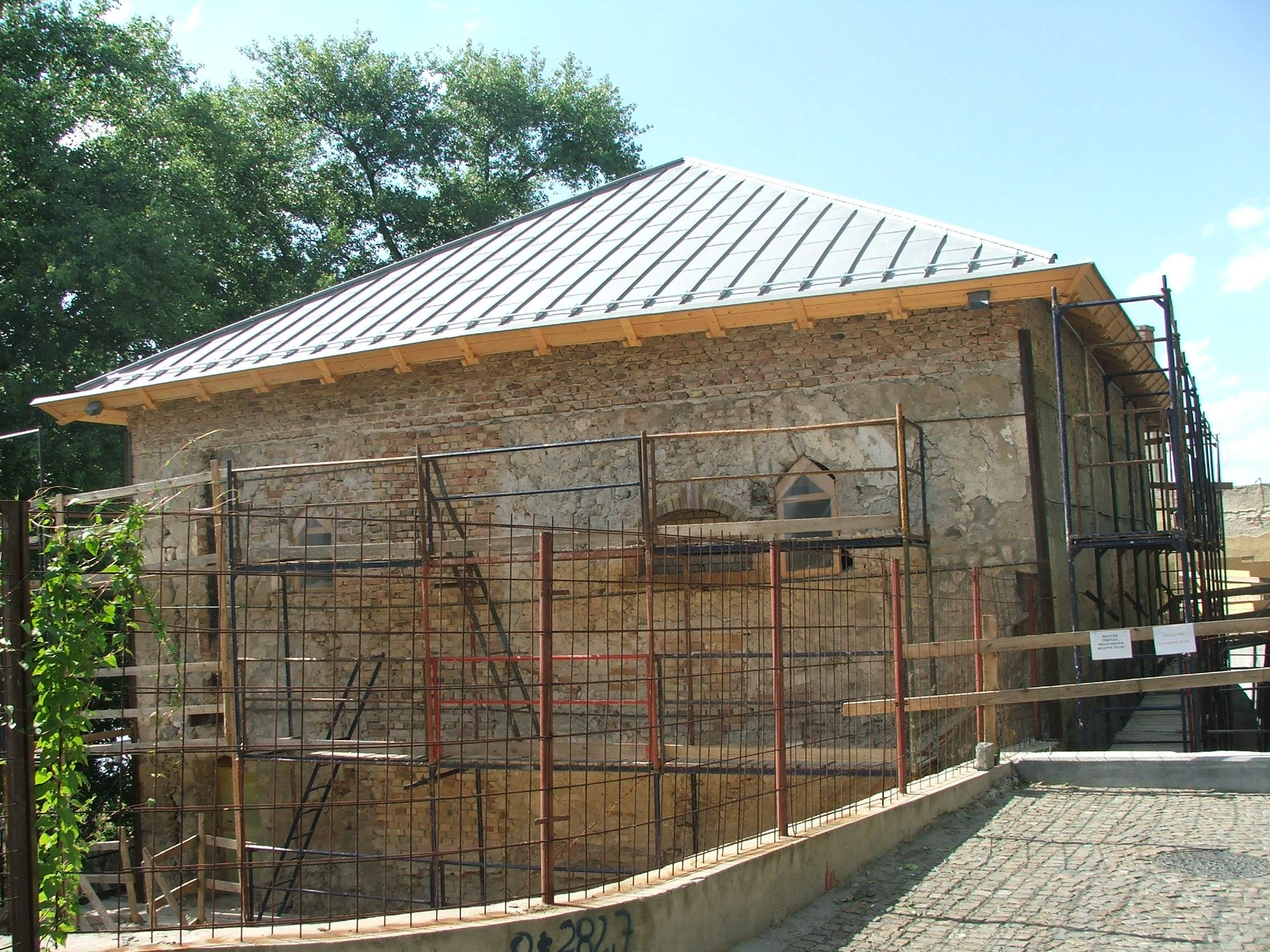
A Berényi utca felőli épületrész renoválása 2007 júliusában
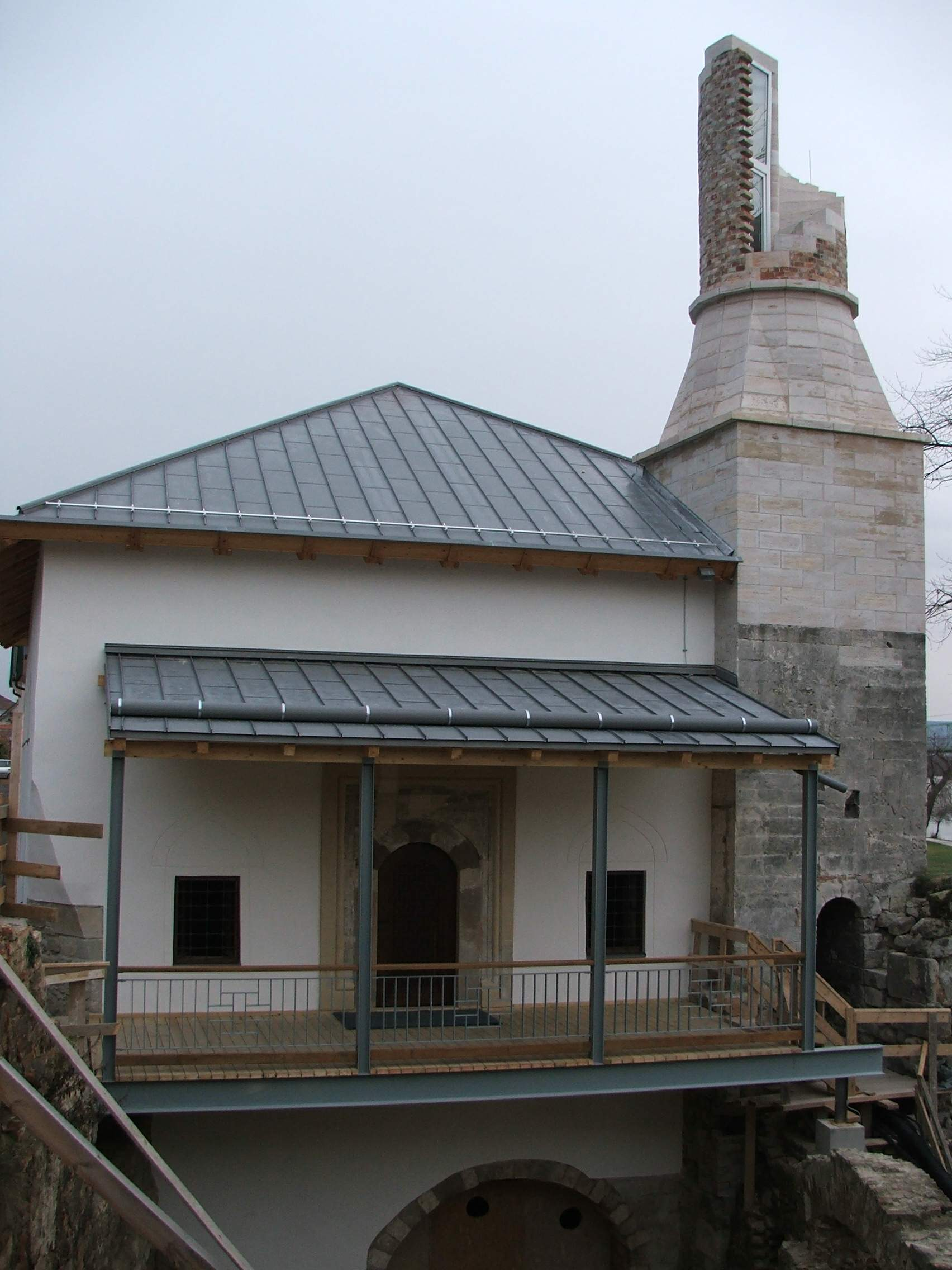
A minaret mai napig nem áll eredeti magasságában
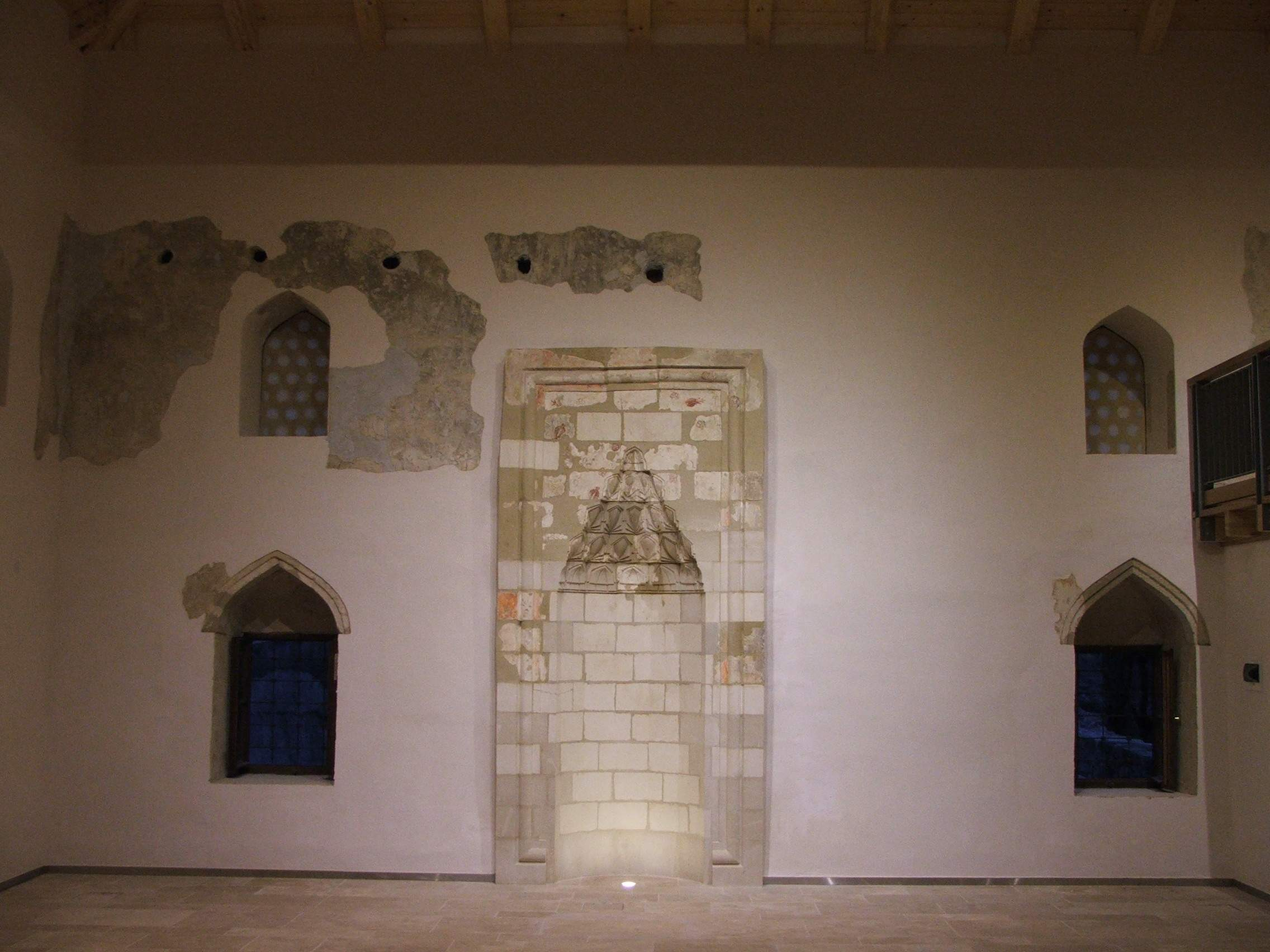
A mihráb fülke 2007. december 14.
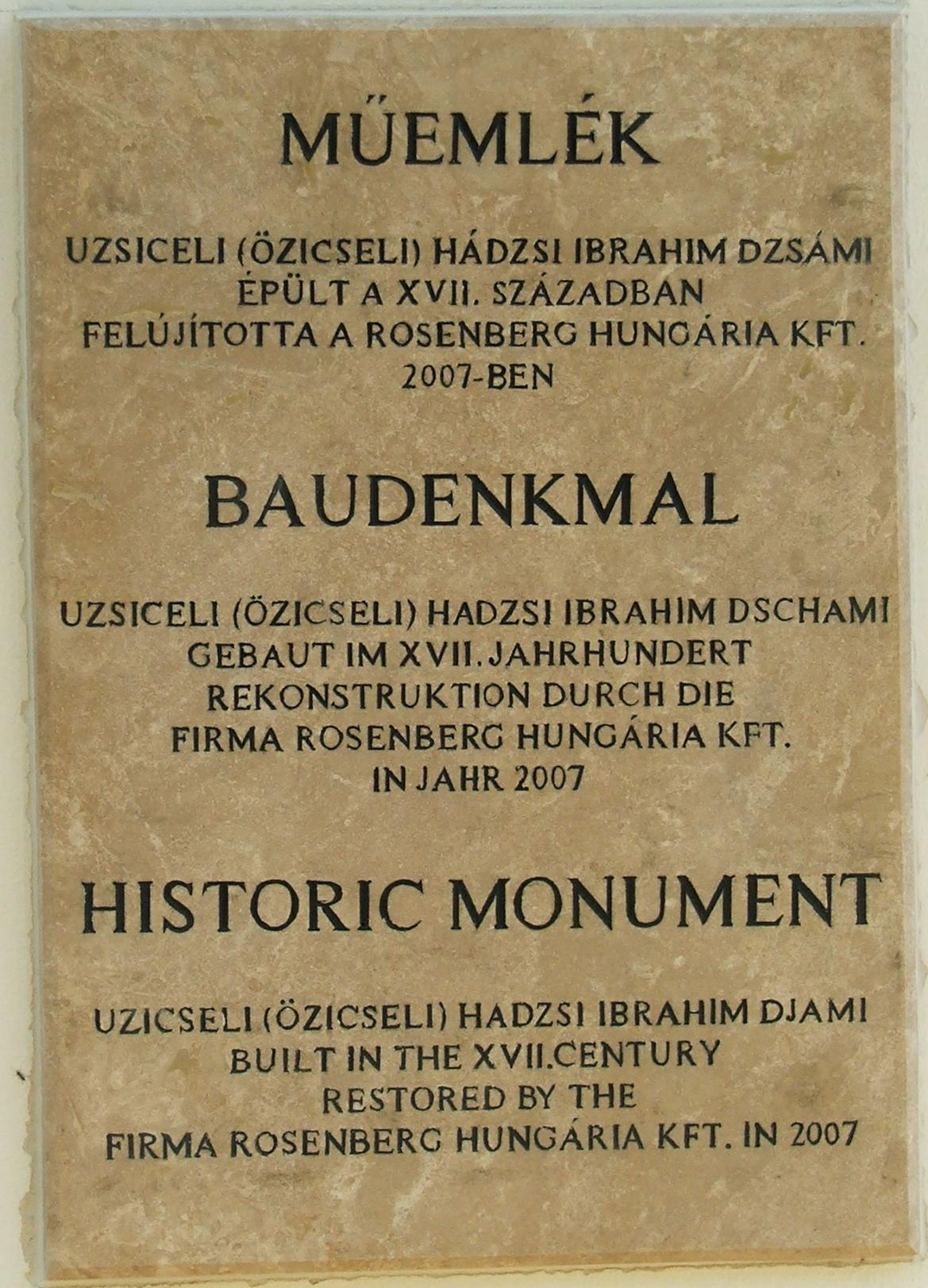
Emléktábla
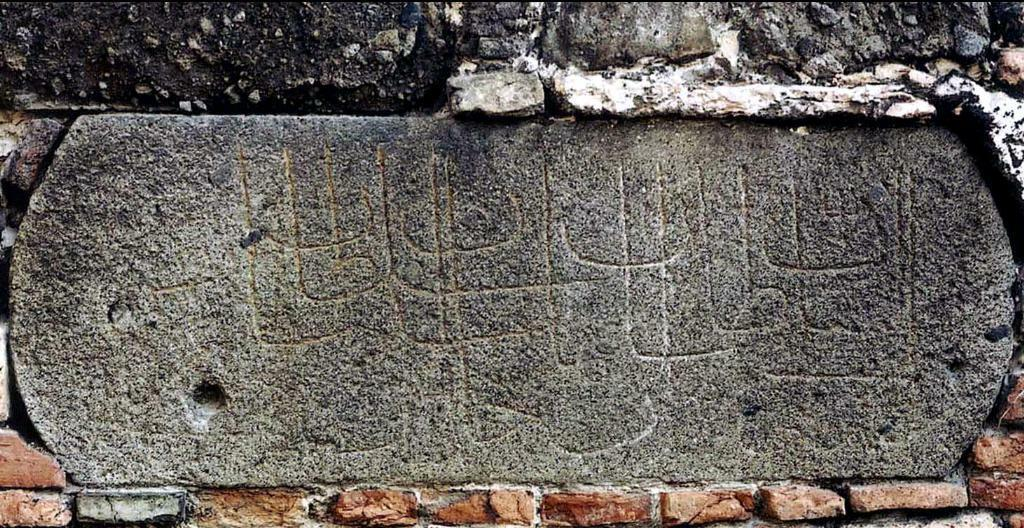
I. Szulejmán győzelmi táblája